# Темэньгуань
Темэньгуа́нь (уйг. باشئەگىم شەھىرى‎, кит. упр. 铁门关, пиньинь Tiĕménguān)— городской уезд в Синьцзян-Уйгурском автономном районе КНР. Не входит ни в какие административные единицы, а подчиняется напрямую правительству автономного района. Назван по находящемуся неподалёку одноимённому перевалу.

## История
Эта местность входила в состав городского уезда Корла, её развитием занималась 2-я сельскохозяйственная дивизия Синьцзянского производственно-строительного корпуса. Решением Госсовета КНР от 17 декабря 2012 года Темэньгуань был выделен из состава городского уезда Корла в отдельный городской уезд, подчинённый непосредственно правительству Синьцзян-Уйгурского автономного района.

## Административное деление
Темэньгуань делится на 1 район и 2 посёлка.